# Buckland (Surrey)
Buckland – wieś w Anglii, w hrabstwie Surrey, w dystrykcie Mole Valley. Leży 31 km na południe od centrum Londynu. Miejscowość liczy 585 mieszkańców.